# Piotr Jaroszewicz
Gen. Piotr Jaroszewicz (8 de octubre de 1909-1 de septiembre de 1992) fue un político polaco. Se desempeñó como Primer Ministro de Polonia entre 1970 y 1980.

## Biografía
Jaroszewicz nació el 8 de octubre de 1909 en Nieśwież, en la Gobernación de Minsk del Imperio ruso (actual Bielorrusia). Después de terminar la escuela secundaria en Jasło, comenzó a trabajar como maestro y director en Garwolin. Después del estallido de la Segunda Guerra Mundial y la alianza nazi-soviética establecida por el Pacto Molotov-Ribbentrop, se mudó a la zona de Polonia ocupada por los soviéticos. Sin embargo, el 10 de julio de 1940 fue deportado a Slobodka junto con su primera esposa Oksana Gregorevna y su hija Olila. En 1943 se unió al primer ejército polaco del general Zygmunt Berling. Al año siguiente se unió al Partido Obrero Polaco y fue ascendido a comandante político adjunto del 1.er Ejército.
Después de la guerra se convirtió en Viceministro de Defensa (1945–1950). Desde 1956 fue el embajador polaco en el COMECON. Al mismo tiempo, entre 1952 y 1970, se desempeñó como vice primer ministro de Polonia y brevemente (1954–1956) como ministro de la industria minera. Jaroszewicz fue miembro del Comité Central del Partido Obrero Unificado Polaco desde su creación en 1948 y desde 1964 también fue miembro del Buró Político. Desde diciembre de 1970 hasta febrero de 1980 fue primer ministro de Polonia. Las políticas económicas de Jaroszewicz y Edward Gierek provocaron una ola de protestas en 1976 y 1980. En 1980 renunció a todos sus puestos y fue expulsado del partido al año siguiente.
Después de ser obligado a dejar el cargo, vivió en silencio en un suburbio de Varsovia hasta su brutal asesinato de 1992,que se resolvió finalmente en 2018.